# 正太飯店
正太飯店は中国河北省石家荘市にある歴史建築である。1907年に建てられ、石家荘駅の近隣ホテルとして存在していた。名前は正太線から来ている。ここを訪れた歴史人物が多いという。

2021年にリニューアルされ、再びオープンされた。

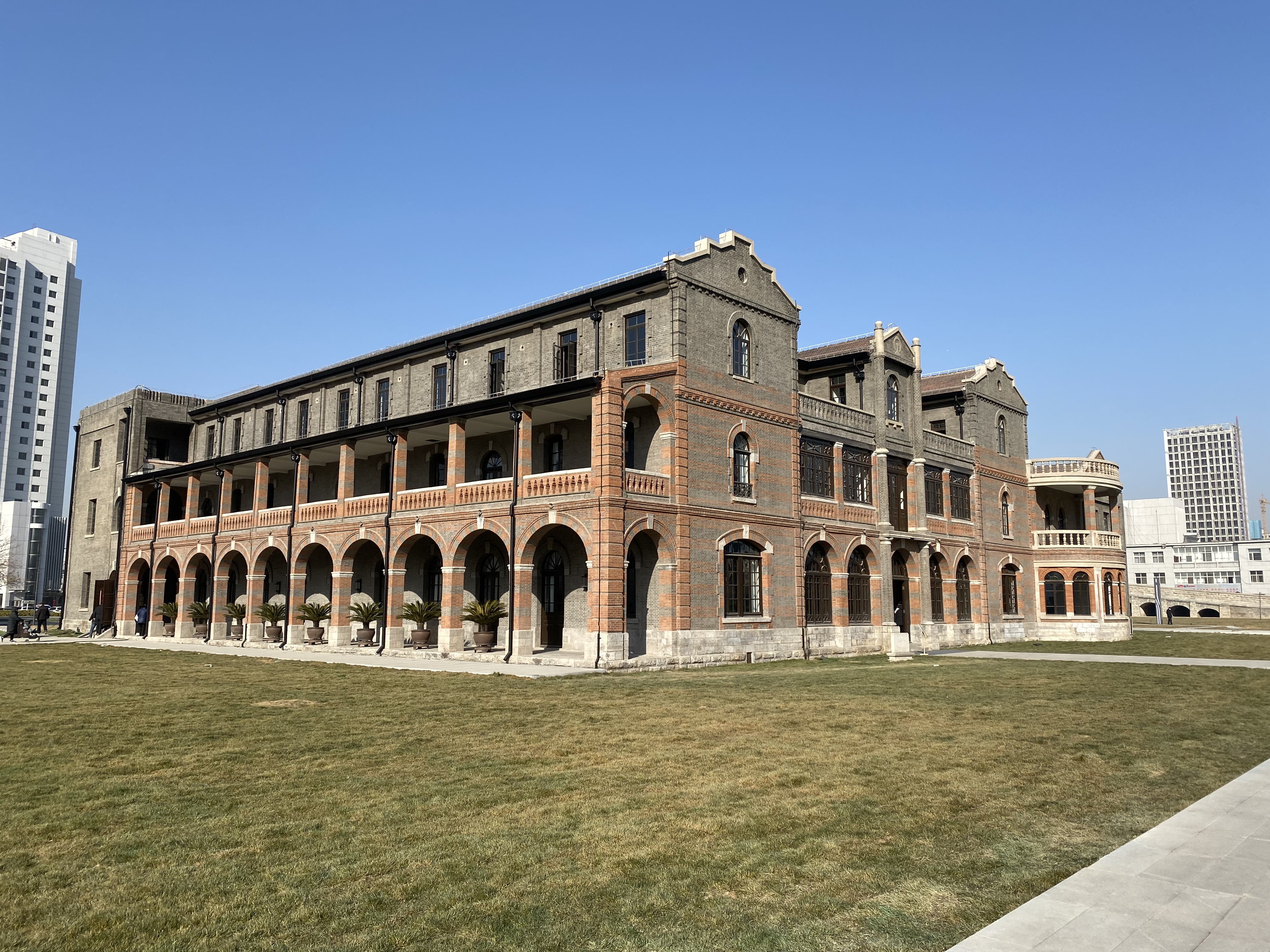
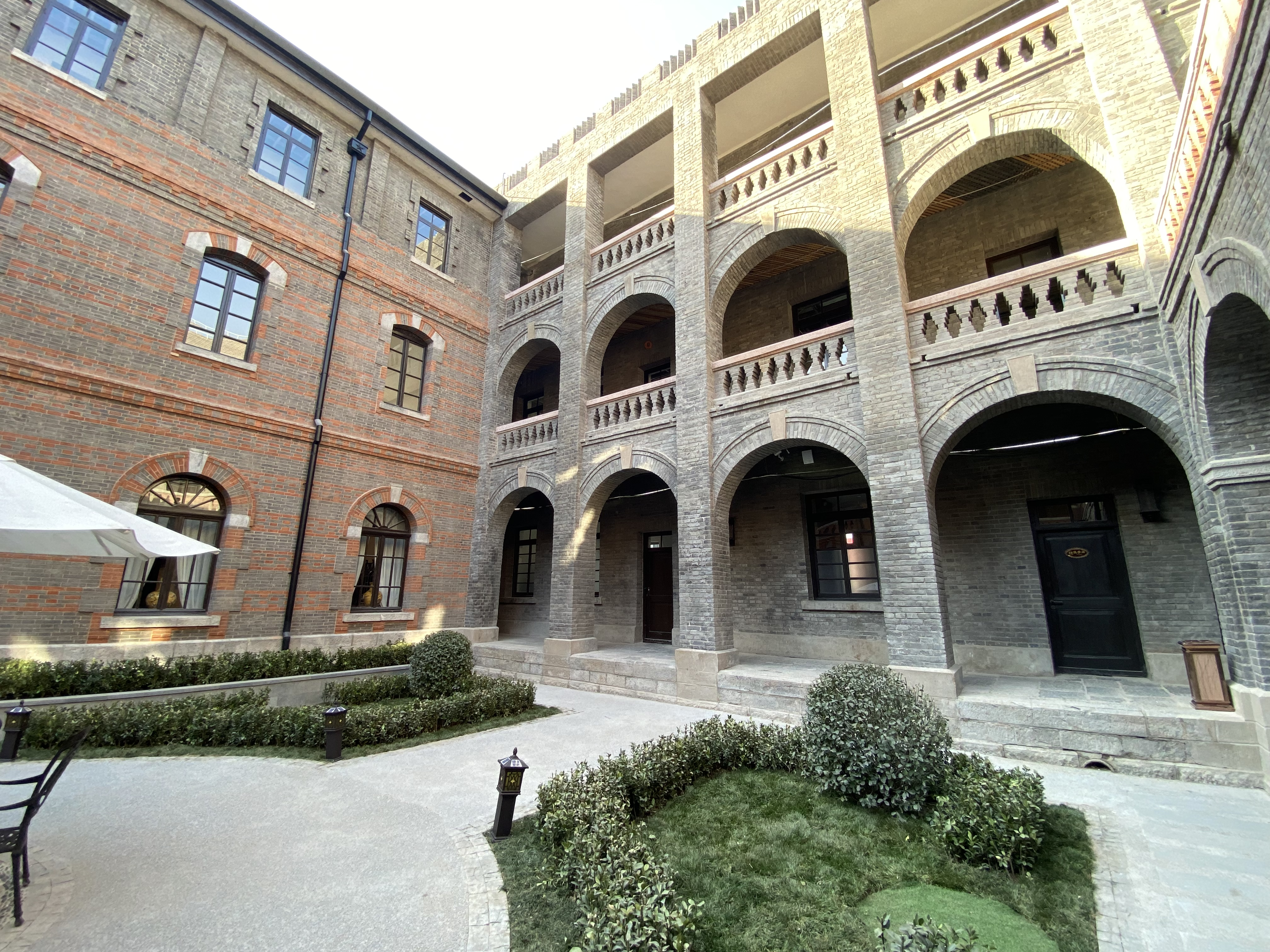
中庭
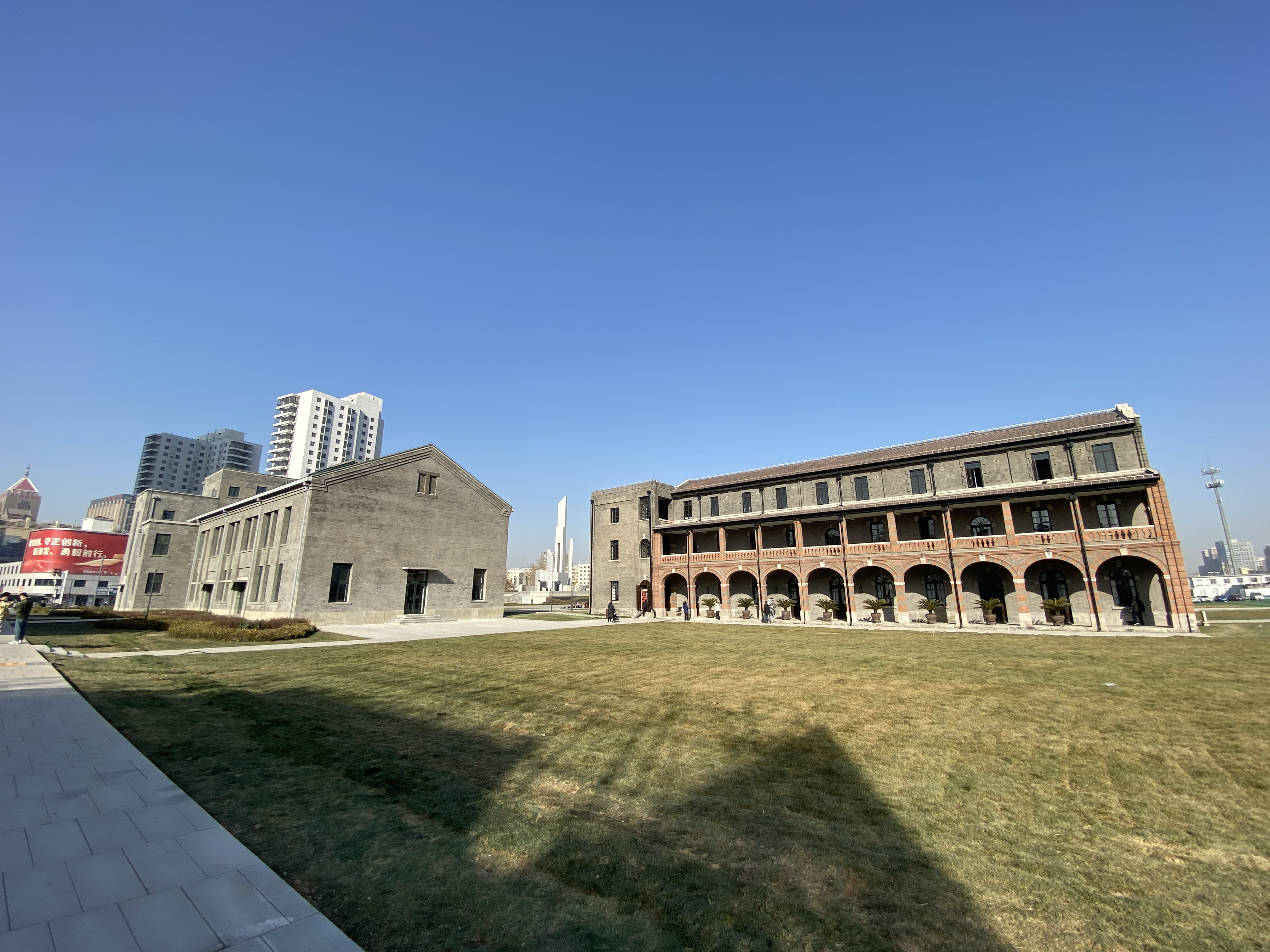